# Манускрипт Мура

Последняя страница рукописи (128v)

Манускри́пт Му́ра, или Му́ровский Бе́да (англ. Moore Bede) — старейшая сохранившаяся рукопись исторического труда Беды Достопочтенного «Церковная история народа англов» (переписана, предположительно, в 730-е годы), объёмом в 128 пергаментных листов. Хранится в Кембриджской университетской библиотеке, шифр MS Kk.5.16.

## История
Рукопись является самой ранней сохранившейся копией «Истории» Беды. Предположительно, она была переписана в его родном монастыре Святых Петра и Павла (Ярроу — Веармут) через небольшое время после кончины автора. Судя по обрывочным хронологическим заметкам (Memoranda) на последней странице, рукопись, по-видимому, могла быть переписана в 737 году. Существует предположение, что рукопись была привезена во Францию Алкуином и оставалась в собраниях этой страны в течение долгого времени. Между 1697—1702 годами манускрипт был приобретён Джоном Муром, архиепископом Илая. До этого рукопись хранилась в соборе Сен-Жюльен в Ле-Мане, сохранился экслибрис. В 1715 году библиотека Мура была куплена за 6450 фунтов (910 000 фунтов в ценах 2015 года) королём Георгом I и подарена Кембриджскому университету.

## Текстуальные особенности
Весь текст на 128 листах был переписан одним человеком, количество строк на странице от 30 до 33. Формат листа 293 × 215 мм, поле с текстом 250 × 189 мм. Текст переписан длинными строками в одну колонку без разделения на слова. Инициалы глав иногда отмечены красными точками; иллюминации и орнаментации нет. Шрифт в основе своей — островной минускул, но со множеством элементов скорописи. На странице 24r для папского послания использован унциал, что является косвенным доказательством того, что Беда старался полностью скопировать доступные ему письменные источники: тип шрифта отражает используемый в папской канцелярии VII века. Писец работал небрежно и допустил множество орфографических ошибок.
После окончания текста «Истории» писец добавил шесть строк текста с кратким описанием событий 731—734 годов, так называемые «Анналы Мура». Там содержатся сведения о низложении и насильственном постриге короля Кеолвульфа, которому посвящён труд Беды, а также бегстве епископа Акка — одного из главных покровителей Беды, вдохновителе многих его книг. Последнее датированное событие в рукописи — 30 января 734 года, лунное затмение.

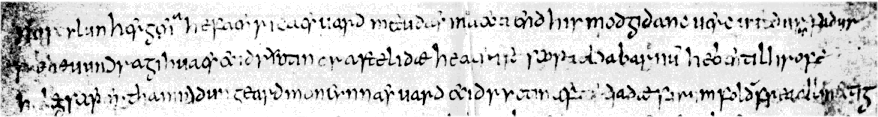
Гимн Кэдмона из рукописи Мура (лист 128v)

На последней странице 128v, остроконечным минускулом переписан гимн Кэдмона на нортумбрийском диалекте (первые три строки и посвящение). Далее следует список королей Нортумбрии от Иды (547 года) до Кеолвульфа. Некоторые события датированы отсчётом назад от 737 года («основание обители в Веармуте — 63 года назад»). Основание для датировки рукописи в том, что эти расчёты переписаны той же рукой, что и основной текст. Хотя данные исчисления являются косвенными, палеографически рукопись надёжно датируется первой половиной VIII века. Тексты оставшейся части страницы переписаны каролингским минускулом. Бернгард Бишоф полагал, что он очень похож на используемый в придворном скриптории Карла Великого около 800 года. Этим почерком переписана выдержка из «Этимологий» Исидора Севильского (терминология родства) и часть буллы Григория II о запрете брака родственников. По-видимому, эти добавления были сделаны как комментарий к Libellus Responsionum, целиком воспроизведённой в 27-й главе первой книги «Истории». Малопонятные места в рукописи часто исправлены каролингскими писцами, в основном это расшифровка нестандартных лигатур. Дважды использована тиронова стенография для комментирования пропусков в тексте.